# Карлабко
Карлабко (дарг. Карлабко) — село в Левашинском районе Дагестана. Административный центр Карлабкинского cельсовета.

## География
Село находится на берегу реки Халагорк, на расстоянии 13 км к юго-востоку от села Леваши, административного центра района.

## Население
| 1888  | 1895  | 1926 | 1939 | 1970 | 1989  | 2002  |
| ----- | ----- | ---- | ---- | ---- | ----- | ----- |
| 716   | ↘702  | ↘696 | ↗778 | ↘691 | ↗1141 | ↗2233 |
| 2010  | 2021  |      |      |      |       |       |
| ↗2684 | ↘2562 |      |      |      |       |       |

## Известные уроженцы
- Ибрагимов, Магомед Чанкаевич (1863—1920) — российский военачальник, генерал-майор, военный правитель Дагестана[12].
- Юнусов, Али Юнусович (1936—1987) — советский работник сельского хозяйства, Герой Социалистического Труда[13].